# Очёсывающая жатка

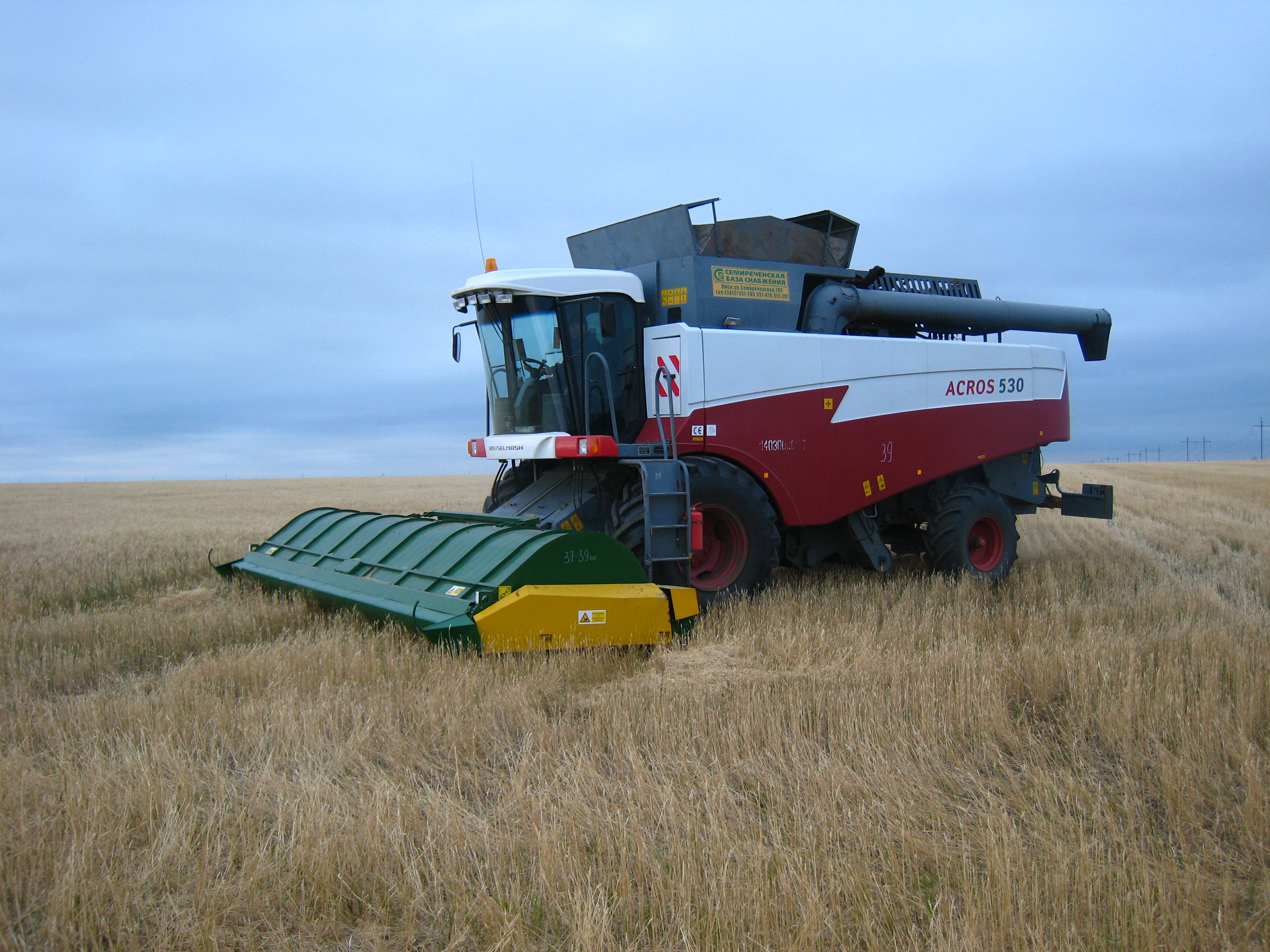
Современная очёсывающая жатка

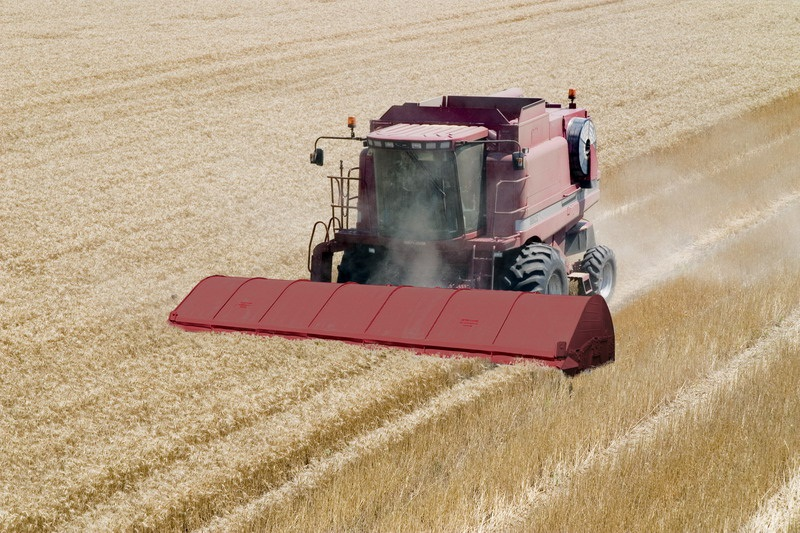
Современная очёсывающая жатка

Очёсывающая жатка (англ. stripper header) — устройство для уборки зерновых культур методом очёсывания растений на корню.
В отличие от традиционной жатки, принцип действия которой предусматривает скашивание (срезание) растений, очёсывающая жатка обмолачивает (очёсывает) только зерновую часть растений, не нарушая целостности стеблей. Именно эти две особенности, такие как обмолот растений на корню и отсутствие операции скашивания, предопределили все возможности и преимущества очёсывающей жатки и позволили ей занять особое место в ряду зерноуборочных машин.
Начав своё развитие в I веке нашей эры, очёсывающие жатки в их современном виде используются в земледелии многих стран и в настоящее время.

## Возможности очёсывающей жатки

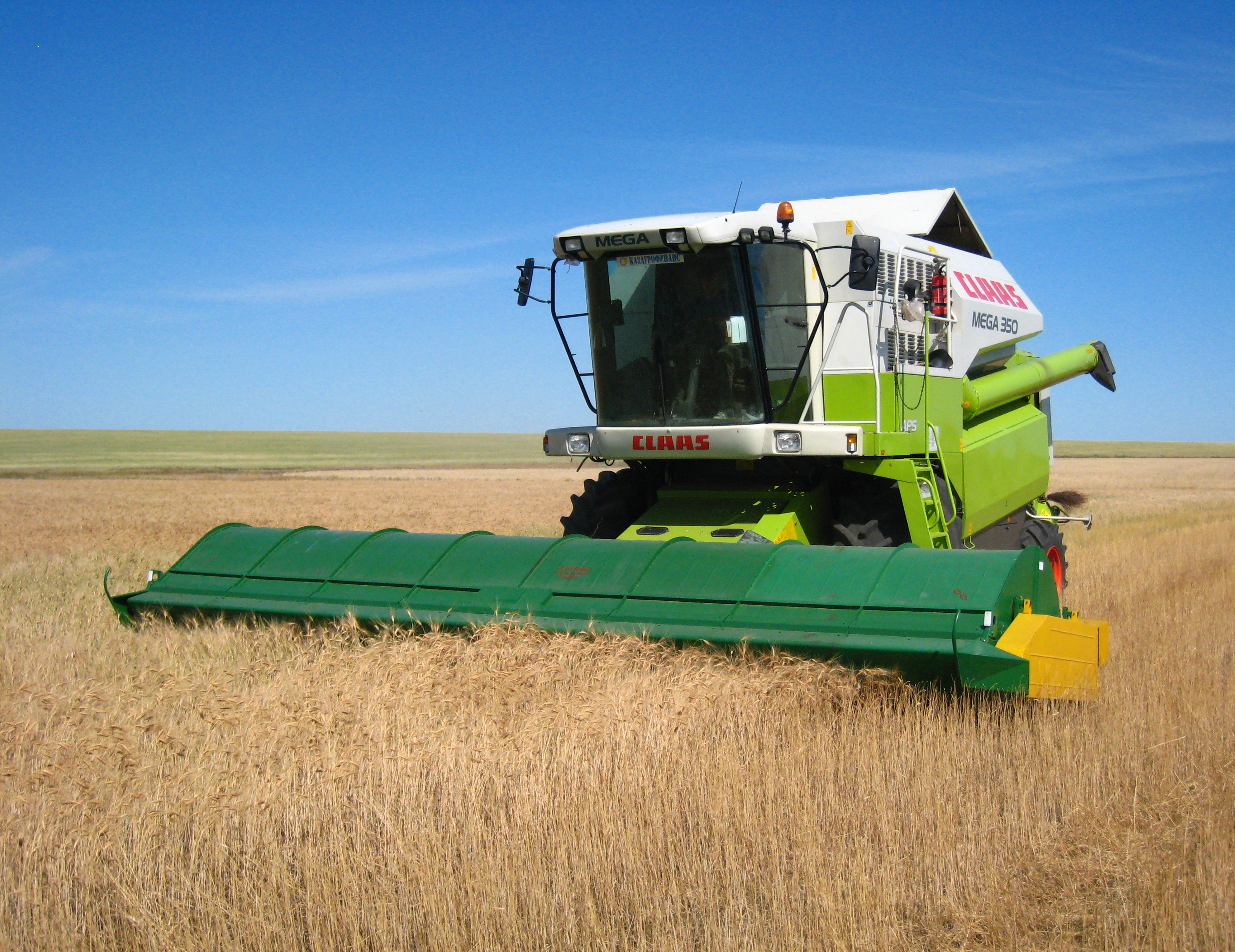
Комбайн Claas mega с очёсывающей жаткой

Уборка урожая — это совокупность работ на завершающей стадии земледелия. Первую операцию, а именно непосредственно сбор урожая, стремятся выполнить максимально быстро, за 5—6 дней, с минимальными потерями зерна и затратами на топливо, запасные части. Быстрота уборки зависит от скорости перемещения комбайна по полю. Эта скорость пропорциональна пропускной способности комбайна, умноженной на процентное содержание зерна в скошенной хлебной массе и обратно пропорциональна произведению ширины захвата жатки на урожайность поля. В среднем содержание зерна в хлебной массе составляет 40 % и в зависимости от урожайности оптимальный скоростной режим работы комбайна с традиционной жаткой 3—5 км/ч.
Очёсывающая жатка солому оставляет в поле, и в убранной ею хлебной массе зерно составляет 80 %, то есть в два раза больше, чем при традиционной уборке. Эта особенность очёсывающей жатки позволяет увеличить скорость движения комбайна в 2 раза до 6—10 км/ч, что, в свою очередь, сокращает сроки уборки и уменьшает потери зерна осыпанием, а при необходимости даёт возможность сократить комбайновый парк.
При традиционной технологии уборки урожая на срезание стеблей растений, их транспортировку, деформирование при обмолоте и сепарацию затрачивается определённое количество энергии, а следовательно, и топлива, на котором работает зерноуборочный комбайн.
При очёсывающей технологии такие затраты энергии отсутствуют, что позволяет сократить расход топлива на одну тонну убранного зерна на 35—40 %.
Названные преимущества очёсывающей жатки являются главными, но не исчерпывающими все возможности жатки, а именно:
- Уборка хлебов влажностью более 20 %, что практически невозможно с классической жаткой;
- Уборка полёгших и спутанных стеблестоев с минимальными потерями;
- Уборка сильно засорённых сорняками полей;
- Применение в технологиях растениеводства, в которых пожнивные остатки остаются в поле;
- Использование в технологиях, направленных на снегозадержание и многое другое[3].

## История использования очёсывающих жаток в земледелии
История развития очёсывающей жатки носит прерывистый, многоэтапный характер. В определённых исторических ситуациях она появлялась как средство реализации насущных потребностей общества, а затем предавалась забвению, чтобы возродиться снова через века и годы. За всё время использования жатки отдельными изобретателями было разработано, изготовлено и испытано большое количество очёсывающих жаток. Однако только единицы из них дошли до промышленного производства и широкого применения в земледелии. Ниже изложена история очёсывающей жатки, начиная с древних времён.

### Очёсывающие жатки Древнего Рима

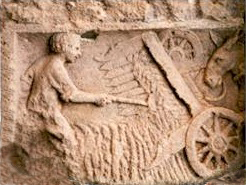
Барельеф галльской жатки

Первое упоминание об уборке только зерновой части урожая с помощью примитивной машины содержится в «Естественной истории» Плиния Старшего, написанной для римского императора Тита в 80-х годах нашей эры. Описывая технику в Древнем Риме, Плиний акцентирует внимание на том, что эти машины использовались в крупных поместьях Галлии, то есть там, где был необходим труд более производительный, чем ручной.
Более подробное описание этой древней зерноуборочной машины даёт другой римский писатель — Палладий в своём сочинении «О земледелии». Визуальные изображения машины дошли до наших дней в виде рельефов, найденных в Бельгии.
Со слов Палладия следовало, что устройство представляло собой большой ящик на двух колёсах, сзади которого впрягался бык или осёл. На передней стенке ящика крепился наклонно металлический гребень с заострёнными боковыми гранями. Рядом с ящиком, пятясь назад, шёл человек с Т-образным орудием в виде длинной палки с перекладиной на конце. При движении устройства по полю гребень врезался в стеблестой на уровне соцветий, а человек Т-образным орудием воздействовал на колосья, которые, касаясь острых кромок гребня, обламывались и падали в ящик. При этом стебли растений оставались в поле нетронутыми.
Такая жатка была более производительна, чем ручная уборка серпами. Это достигалось за счёт увеличения ширины захвата убираемого участка поля и большей скорости движения.
В жатке главная функция — отделение колосьев от стебля — выполнялась пассивным гребнем и активным Т-образным орудием, приводимым в движение человеком. Такое устройство могло убирать только колосовые зерновые культуры, у которых соцветия находятся на конце длинного стебля.
Сколько лет эта жатка использовалась в поместьях Галлии неизвестно, но если Плиний Старший упоминает о ней в 80-х годах нашей эры, а Палладий подтверждает её существование в первой половине IV века нашей эры, то есть галльскую жатку использовали для уборки урожая не менее 250 лет.
Вместе с развалом Римской империи исчезли крупные поместья, и необходимость в очёсывающей жатке отпала на много веков.

### Австралийские очёсывающие жатки

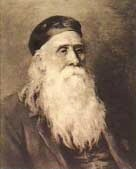
Джон Ридли

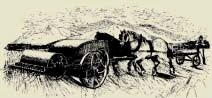
Очёсыватели Джона Ридли

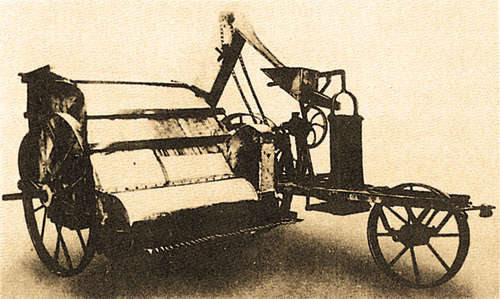
Комбайн Виктора МакКея

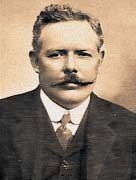
Виктор МакКей

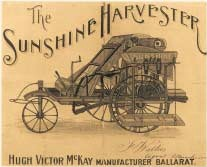
Солнечный комбайн МакКейя

Очередной раз потребность в очёсывающей зерноуборочной машине возникла в середине XIX века при колонизации Австралии англичанами. Колонисты столкнулись со следующей проблемой: в условиях сухого климата Австралии к моменту уборки хлеба пересыхали и становились ломкими, что приводило к большим потерям при скашивании. Решить эту проблему удалось в 1843 году с помощью уборочной машины Джона Ридли.
Взяв за основу идею галльской жатки, он существенно усовершенствовал её, приспособив к условиям климата Австралии.
Как и галльская жатка, она состояла из большого короба, но уже на четырёх колёсах. Задние колёса были управляемыми. Сзади короба впрягались лошади, которые толкали жатку. Спереди на коробе устанавливался гребень, а над ним располагался лопастный битер, который приводился во вращение от передних колёс короба. Щели между зубьями гребня были таковы, что сквозь них свободно проходил стебель, но застревал колос. Управлял машиной один человек.
Также как и у галльской жатки, при работе гребень внедрялся в стеблестой, но колосья обламывал не человек, а битер, который лопастями при вращении частично вымолачивал из колосьев зёрна и транспортировал продукты очёса в короб.
Благодаря улучшению управляемости жаткой и механизации обламывания колосьев очёсывающая жатка Джона Ридли могла убрать за световой день 4 гектара, заменяя собой труд десяти косарей.
Главная функция — отделение колосьев от стебля — выполнялась пассивным гребнем и активным механизированным битером. Её применение ограничивалось уборкой колосовых зерновых культур.
Жатки изготавливались промышленно многими предприятиями Австралии, но лидером считается компания Джозефа Меллора. Эта компания за несколько лет выпустила более 3000 машин.
Последующее развитие австралийской очёсывающей жатки было направлено на расширение её функциональных возможностей, а именно: обмолот очёсанных колосьев, очистки зерна от половы и соломы, загрузки очищенного зерна в мешки и разгрузки мешков с зерном на ходу. Все эти задачи были решены благодаря усилиям изобретателей, в том числе Джеймса Морроу и Виктора МакКея, которые в 1883—1884 годах, соответственно, представляют свои варианты очёсывающего комбайна.
Комбайн был трёхколесным и тянулся лошадьми, запряжёнными спереди левее от комбайна. Обслуживалась уборочная машина двумя людьми, один из которых управлял движением комбайна, а второй загружал зерно в мешки. Благодаря маневренности и простоте управления комбайн убирал урожай с 40 гектаров за световой день. По своей эффективности, то есть затратам энергии на тонну убранного урожая, австралийский очёсывающий комбайн остался непревзойдённым до настоящего времени.
Наиболее известным изготовителем очёсывающих комбайнов в промышленных масштабах являлся Виктор МакКей, который в 1895 году организовал компанию «Саншайн Харвестер».
Компания занималась постоянным совершенствованием комбайна. Так, благодаря таланту фермера и изобретателя Хедли Шеппарда Тейлора, в 1916 году компания «Sunshine Harvester» начала выпуск новых очёсывающих комбайнов. В них под гребнем размещался режущий аппарат, а отвод очёсанной массы осуществлялся шнеком. Такие конструктивные особенности расширяли возможности уборочной машины, позволяя ей убирать влажные и засорённые хлеба.
В 1950 году в результате смены собственника компания прекращает выпуск очёсывающих комбайнов под торговой маркой «Саншайн», а через шесть лет и вовсе снимает их с производства.

### Очёсывающие жатки дореволюционной России
Действующие образцы машин, которые убирали только зерновую часть урожая, создавались и в России. В 1868 году агроном Андрей Романович Власенко в Тверской губернии демонстрировал уборочную машину «Конная уборка на корню», которая состояла из косилки, транспортирующих устройств и молотилки. По словам А. Р. Власенко, она была в 20 раз производительней ручного способа уборки хлеба и в 8 раз превышала производительность американской жнейки «Маккормик». Машина тянулась двумя лошадьми и управлялась одним человеком.
Подобную машину, но в Самарской губернии, создал М. Глумилин, который знал о комбайне А. Р. Власенко и стремился объединить их усилия для создания более совершенного устройства.
К сожалению, ни А. Р. Власенко, ни М. Глумилину не удалось наладить промышленное производство машин, несмотря на то, что в 1869 году А. Р. Власенко была выдана привилегия на его изобретение, а за изготовление его машины коллективно ходатайствовали известные учёные и землевладельцы. Министр земледелия России в изготовлении машин А. Р. Власенко отказал.

### Современные очёсывающие жатки
Третье возрождение очёсывающей жатки приходится на вторую половину XX века. Понимание учёными и инженерами всех ограничений на пути развития традиционной комбайновой уборки урожая породили стремление к созданию альтернативных методов уборки. Наиболее перспективным из них считается обмолот растений на корню.
Доктор технических наук Погорелый Леонид Владимирович (1934—2003) писал:

Высоко энерго-ресурсо-напряжённая хедерная технология уборки в основном выполнила свою историческую и технологическую роль, и по закону диалектического развития, и нашим прогнозам, должна уступить место принципу очёсывания для разработки высокоэффективных комбайнов нового поколения.

Существуют предположения, что прообразом современных очёсывающих жаток послужил очёсыватель, изготовленный американцем К. Болдуином. Основным отличием этой уборочной машины от рассмотренных ранее является использование активного рабочего органа. Он был выполнен в виде цилиндрического барабана (ротора), вдоль образующих которого были закреплены ряды гребёнок. Гребёнки при вращении барабана внедряются в стеблестой и очёсывают зерновую часть урожая.
Этот принцип действия позволял не столько обрывать колосья, сколько их обмолачивать. Кроме того, это техническое решение позволяло убирать влажные хлеба, работать в полях с полёгшим и засорённым сорняками стеблестоем.
Во второй половине 1990-х годов компания «Shelbourne Reynolds» (Великобритания), используя разработки национального института сельскохозяйственного машиностроения (NJAE), освоила промышленный выпуск жаток с описанным выше принципом действия.

## Устройство и работа современных очёсывающих жаток
В современном растениеводстве используются очёсывающие жатки с активными рабочими органами (гребёнками), закреплёнными на вращающемся барабане. Различают две конструктивные схемы таких жаток: однобарабанную и двухбарабанную.
Родоначальник двухбарабанных жаток очёсывающего типа П. А. Шабанов описывал её устройство следующим образом:

Устройство состоит из очёсывающего барабана 1, битера-отражателя 2, шнека 3 и неподвижного отражающего кожуха 4. При поступательном движении устройства вперёд стебли растений отклоняются кожухом 4 и под действием всасывающего воздушного потока, создаваемого очёсывающим барабаном 1 и битером-отражателем 2, подаются в зону обмолота, где обмолачиваются рабочими органами в виде гребёнок с прямоугольными пальцами, расположенными на поверхности барабанов. Полученный в результате обмолота ворох под действием рабочих органов и воздушного потока транспортируется в шнек 3, который подаёт этот ворох в наклонную камеру комбайна.

Однобарабанная очёсывающая жатка состоит из очёсывающего барабана (ротора), корпуса жатки, стабилизирующего носка и шнека. Работа жатки в части действия очёсывающего барабана и транспортирования очёсанного вороха аналогична двухбарабанной жатке.
В 1980 году были организованы сравнительные испытания по уборке урожая двух- и однобарабанной жатками. В качестве испытуемых образцов использовали украинскую двухбарабанную жатку МОН-4 и однобарабанную жатку фирмы «Shelbourne». Испытания проводились в трёх местах: в Крыму — при уборке риса, на Кубани — при уборке пшеницы, на западе России — при уборке ячменя. Испытания организовывали соответствующие машиноиспытательные станции.
Рассматривая различные системы очёса (одно- и двухбарабанные), нужно обратить внимание на следующий факт, что принципиально они не отличаются. При поступательном движении обе жатки своим передним кожухом (обтекателем) наклоняют стеблестой, пропуская его под собой. Далее со стеблестоем взаимодействуют гребёнки очёсывающего барабана. Стебли растений проходят сквозь щели гребёнок, освобождаясь от колосьев и зерна. После очёса хлебная масса по инерции и под воздействием воздушного потока движется вдоль верхнего кожуха в шнековую ёмкость, а оттуда транспортируется шнеком в наклонную камеру комбайна и далее в молотилку.
Стебли должны в идеале подходить к очёсывающему барабану в нижней передней четверти. Если колос будет очёсан ниже этой зоны, возникает вероятность выброса очёсанной массы вперед, если выше — часть очёсанной массы может быть увлечена гребёнками и сброшена на землю. В обоих случаях уборка будет сопровождаться потерями зерна.
В двухбарабанном варианте, чтобы выдерживать этот диапазон, жатку погружают в стеблестой на глубину приблизительно 0,4 м и комбайнёр должен тщательно соблюдать это условие, учитывая высоту растений. Дополнительный барабан (битер-отражатель) помогает направить часть отражённого вперёд зерна (попутно увеличивая количество колотых зёрен), но при уборке посевов с разноуровневым стеблестоем, сильно полегших и спутанных стеблестоев ухудшается качество очёсывания.
Некоторые жатки имеют возможность регулирования высоты положения переднего кожуха-обтекателя (изготовленного из нержавейки) относительно поверхности поля при работе с растительной массой переменной высоты, что вместе с наличием копирующего рельеф устройства позволяет точно направлять стебли к нужному сектору очёсывающего барабана. Конструкция кожуха-обтекателя позволяет создать воздушный поток, увлекающий отражённые или осыпающиеся зёрна в общую массу.

## Ограничения очёсывающих жаток
Очёсывающие жатки применяются преимущественно при уборке зерновых колосовых и метёлочных культур, а также некоторых видов семенников трав. Уборка этими жатками бобовых культур принципиально возможна, но может сопровождаться потерями, не соответствующими агротехническим требованиям.
В силу своего принципа действия очёсывающие жатки используются только при прямом комбайнировании.
При нормальных условиях эксплуатации потери зерна за жаткой не превышают 1 %. Однако при некоторых обстоятельствах они могут превышать данную величину, например в случае, когда хлеба перестояли, при этом зерно слабо держится в колосе и склонно к самоосыпанию, а также в случае существенной разноуровненности соцветий.
Очёсывающие жатки нецелесообразно применять на полях с наличием большого количества камней, особенно при уборке на таких полях полёглых хлебов.